# Nocturne

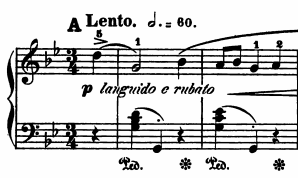
Mở đầu bản Dạ khúc ôput 15 số 3 của Chopin. Ngay từ đầu, tác giả đã ghi rõ cách biểu diễn là "languido e rubato" (chậm và nhẹ nhàng), với nhịp 3/4 tạo ra tâm trạng của người thức khuya.

Trong âm nhạc, nocturne là từ gốc tiếng Pháp (phát âm tiếng Việt: /nôc-tuyêc/; tiếng Anh: /ˈnɒk.tɜːn/) vốn lấy từ tiếng Latin "nocturnus", dùng để chỉ một thể loại âm nhạc  lấy cảm hứng về ban đêm, có nhịp độ chậm rãi, giai điệu nhẹ nhàng và uyển chuyển, thường có tính chất mơ màng, đôi khi u buồn, gợi nhớ hoặc phù hợp với đêm khuya; ở tiếng Trung: 夜曲 , ở tiếng Việt đã được dịch là dạ khúc. Thể loại này được cho là xuất hiện vào thế kỷ XVIII, mà nhà soạn nhạc người Ireland là John Field (1782-1837) là một trong những người đầu tiên phát triển từ năm 1814.

## Lược sử
Tên "nocturne" lần đầu tiên được dùng cho các nhạc phẩm ở thế kỷ XVIII, để nói về một thể loại âm nhạc thường được biểu diễn cho một bữa tiệc buổi tối, gọi là notturno. Lúc này, nhạc phẩm không nhất thiết phải gợi lên về đêm khuya, mà chỉ nhằm mục đích biểu diễn vào ban đêm, như một cuộc "dạo chơi" khuya trong âm nhạc. Đó là khác biệt chính giữa notturno (dạ khúc) với serenade (khúc nhạc chiều) là thể loại được biểu diễn vào buổi chiều đến khoảng 9 giờ tối.
- Ở thế kỉ XVIII - thuở ban đầu - nhạc phẩm thuộc thể loại này chỉ được viết cho độc tấu dương cầm, như bản Romantic nocturne của John Field, người được coi là cha đẻ nocturne.
- Đến thế kỷ 19, nhạc phẩm nổi tiếng về thể loại này là "Bản dạ khúc thứ năm" của Ignace Leybach, người mà bây giờ hầu như bị lãng quên. Còn những nhạc phẩm dạ khúc nổi tiếng đầu tiên là của Frédéric Chopin với 21 ôput, gọi chung là Nocturnes (Chopin) còn tồn tại đến nay.
- Khoảng giữa thế kỉ XIX, Felix Mendelssohn đã có nhạc phẩm nổi tiếng về thể loại này, phát triển thể loại chỉ cho dương cầm thành nhạc phẩm cho dàn nhạc giao hưởng, đó là tổ khúc Giấc mộng đêm hè (1848). Ngoài ra, còn phải kể đến nhạc phẩm cho dàn nhạc và hợp xướng nữ của Claude Debussy, chương I của hòa tấu vĩ cầm số 1 (1948) của Dmitri Shostakovich. Năm 1958, Benjamin Britten đã viết một bản Nocturne cho giọng nam cao hòa tấu với dàn nhạc.
- Sang thế kì XX, ngày càng nhiều nhà soạn nhạc đã viết dạ khúc cho dương cầm, như Gabriel Fauré, Alexander Scriabin, Erik Satie (1919), Francis Poulenc (1929), tạo nên phong trào gọi là "Musiques nocturnes" (tiếng Pháp: âm nhạc dạ khúc),[6] trong đó nổi tiếng là bản Out of Door (ngoài trời) cho độc tấu dương cầm của Béla Bartók (1926), mô phỏng âm thanh của thiên nhiên, bằng các hợp âm cụm yên tĩnh, kỳ lạ, mờ ảo, tiếng chim kêu và tiếng kêu râm ran của những sinh vật hoạt động đêm khuya. Nhà soạn nhạc người Mỹ Lowell Liebermann đã viết 11 bản Nocturne cho dương cầm, trong đó số 6 được nhà soạn nhạc sắp xếp thành Nocturne cho dàn nhạc hòa tấu, mở rộng sức thể hiện dạ khúc ra ngoài dương cầm. Cũng phải kể đến các nhạc sĩ ở thế kỷ XX đã phát triển thể loại này như Michael Glenn Williams, Samuel Barber và Robert Help.
- Ngoài ra, thể loại nocturne thường được coi là yên tĩnh, trữ tình và có khi u buồn, nhưng đã có tác giả tạo ra bản dạ khúc có những chương hay đoạn rất sôi nổi, như chương II ("Fêtes") trong bản Nocturnes cho dàn nhạc của Debussy, các đoạn trong  "Nocturne and Tarantella" của Karol Szymanowski và Giao hưởng dạ khúc (1978) của Kaikhosru Shapurji Sorabji.

## Một số nhà soạn nhạc nổi tiếng về dạ khúc
Danh sách này không đầy đủ, bạn cũng có thể giúp mở rộng danh sách.
- Charles-Valentin Alkan: năm bản cho độc tấu piano.
- Georges Bizet: Premier nocturne en fa majeur Op. 2 và Nocturne trên cung Rê trưởng.
- Frédéric Chopin: 21 bản cho độc tấu piano.
- Carl Czerny: 17 bản cho độc tấu piano.
- Claude Debussy: 3 tác phẩm cho dàn nhạc và hợp xướng, 1 cho độc tấu piano.
- Gabriel Fauré: 13 cho độc tấu piano.
- John Field: originator of the piano nocturne, wrote 16 of them
- Mikhail Glinka: 3 nocturne: Mi thăng trưởng, "La Separation" trên cung Fa thứ, "Le Regret" (thất lạc)
- Kevin Keller: 10 cho piano và
- Ignace Leybach: giờ chỉ còn lại bản Nocturne thứ 5.
- Lowell Liebermann: 11 bản cho độc tấu piano.
- Franz Liszt: 1 cho độc tấu piano với tựa En reve, thêm bộ tam khúc Liebesträume (Những giấc mộng tình), một nhóm gồm 3 Notturno, trong đó bản số 3 là nổi tiếng nhất
- Felix Mendelssohn Bartholdy wrote the incidental music, for William Shakespeare's play, A Midsummer Night's Dream by
- Francis Poulenc: tám bản cho độc tấu piano (1929)
- Erik Satie: năm bản cho độc tấu piano (1919)
- Clara Schumann (Clara Josephine Wieck): Nocturne trên cung Fa thứ Op.6 No.2 trong 'Soirées Musicales' (1819-1896)
- Robert Schumann: 4 Nachtstücke (đoản khúc đêm)
- Alexander Scriabin: 4, trong đó có một bản được viết chỉ với tay trái (opus 9, 1894)
- Kaikhosru Shapurji Sorabji: hơn 30 bản cho độc tấu piano[7]
- Maria Agata Szymanowska: Nocturne trên cung Si thăng và Nocturne Le Murmure